# マルタ語
マルタ語（マルタ語：Malti, Lingwa Maltija）は、アラビア語の口語（アーンミーヤ）の一つである。マルタ共和国の公用語であり、EUの公式言語の一つである。ロマンス系語彙の借用語が多いことから（ただし、これはマグリブの口語全体にいえることである）別言語とする学者もいる。ヨーロッパで話される唯一のセム語派言語である。

## 概要
マルタは870年から220年間ファーティマ朝が支配した。その間に言語のアラビア化が進んだとされる。
ヨーロッパ圏唯一のアフロ・アジア語族 - セム語派の言語である。アラビア語の口語（アーンミーヤ）の中では、マグリブ方言に最も近い。
シチリア語、イタリア語など、ロマンス系の語彙を多く含み、セム系言語で唯一のラテン文字による正書法を持つ。
それまで公用語であったイタリア語に代わり、1936年に英語と並んでマルタの公用語に採用された。今日では、約60万人の話者がいる。オーストラリアやアメリカ合衆国、カナダへ移民した人々の間でも使われている。
現存する最も古い使用例は、15世紀にPietro Caxaroにより書かれた、「Il Cantilena」である。何世紀もの間、マルタ語は話し言葉であり、記述する時には、アラビア語、のちにイタリア語が使用された。

## 文字と発音
| 文字 | A   | B   | Ċ   | D   | E   | F   | Ġ   | G   | GĦ         | H          | Ħ   | I   | IE       | J   | K      |
| 音価 | /a/ | /b/ | /ʧ/ | /d/ | /ɛ/ | /f/ | /ʤ/ | /g/ | [ 発音 1 ] | [ 発音 2 ] | /ħ/ | /i/ | /iɛ, iː/ | /j/ | /k/    |
| 文字 | L   | M   | N   | O   | P   | Q   | R   | S   | T          | U          | V   | W   | X        | Ż   | Z      |
| 音価 | /l/ | /m/ | /n/ | /o/ | /p/ | /ʔ/ | /r/ | /s/ | /t/        | /u/        | /v/ | /w/ | /ʃ, ʒ/   | /z/ | /ʦ, ʣ/ |